# 염주종합체육관
염주종합체육관(念珠綜合體育館, Yeomju Gymnasium), 다른 이름 페퍼스타디움(Pepper Stadium)은 대한민국 광주광역시 서구 풍암동에 있는 실내체육관이다. 1987년에 개관했으며, 배구, 농구, 핸드볼, 배드민턴 등의 경기가 열린다. 부지 면적 6만 1,785m2, 건축 총 면적 2만 2,441m2의 지상 5층 건물이다. 경기장 면적 1,814m2, 관람석 면적 6,707m2이며 수용 인원은 9,100명이다. 광주광역시체육회에서 운영한다.

## 개요
대한민국 남자프로농구단 광주 나산 플라망스와 여자 프로농구단 광주 신세계 쿨캣의 홈 경기장이었다. 다만 나산 플라망스(Flamans)-골드뱅크 클리커스(Goldbank clickers)는 전남 여수시로 연고지를 이전하기 전까지 군산월명체육관 및 여수흥국체육관을 주로 홈 경기장으로 쓰면서 광주 연고는 명목으로 남았다. 그러다 2000년에 들어서서 전라남도 여수로 연고지를 옮겼다.
2021년부터 V-리그 여자부 신생 구단인 광주 페퍼저축은행 AI 페퍼스의 홈 경기장으로 사용되고 있다. e스포츠와도 인연이 깊은데, 특히 CYON MSL 2005, 박카스 스타리그 2008, 박카스 스타리그 2010 결승전이 모두 이 장소에서 열렸다.
2019년 세계 수영 선수권 대회의 아티스틱스위밍 종목이 이 곳에서 개최되었다.
프로배구 경기가 개최되기 이전에도 간간히 국제 배구 경기를 개최해 온 체육관이다. 이러한 이력으로 인해 전라남도 나주시로 본사를 이전하는 한국전력공사를 향해 배구단의 연고지를 경기도 수원시에서 광주광역시로 연고지를 이전해 달라고 요청했으나, 선수단의 반발로 실패했다. 2021년에 페퍼저축은행이 여자 프로배구단을 창단하겠다는 의사를 밝히자 적극적으로 나서서 유치하였다.

## 시설 현황
- 실내수영장
- 실내빙상장
- 승마장
- 염주골프센터
- 양궁장
- 국민생활관
- 실내/실외 테니스장
- 씨름장
- 인라인스케이트장
- 검도장
- 놀이마당
- 휴게공원